# Predrag Rajković
Predrag Rajković, född 31 oktober 1995, är en serbisk fotbollsmålvakt som spelar för Mallorca.

## Klubbkarriär
Den 22 juni 2019 värvades Rajković av franska Reims, där han skrev på ett fyraårskontrakt.
Den 22 juli 2022 värvades Rajković av spanska Mallorca, där han skrev på ett fyraårskontrakt.

## Landslagskarriär
Rajković debuterade för Serbiens landslag den 14 augusti 2013 i en 1–0-förlust mot Colombia. I juni 2018 blev han uttagen i Serbiens trupp till fotbolls-VM 2018. I november 2022 blev Rajković uttagen i Serbiens trupp till VM 2022.